# 諾伊魏爾湖 (富克斯塔爾)
47°55′03″N 10°47′47″E / 47.91737748°N 10.79632044°E
諾伊魏爾湖（德語：Neuweiher），是德國的人工湖泊，位於該國東南部，由巴伐利亞州負責管轄，處於富克斯塔爾，長0.22公里、寬0.16公里，面積0.02平方公里，海拔高度698米，湖岸線長度0.6公里。